# Gajah Mukti
Gajah Mukti is een bestuurslaag in het regentschap Ogan Komering Ilir van de provincie Zuid-Sumatra, Indonesië. Gajah Mukti telt 623 inwoners (volkstelling 2010).